# NGC 2796
NGC 2796 je galaksija u zviježđu Raku.

## Vanjske poveznice
- SEDS: NGC 2796